# Campoletis sordicincta
Campoletis sordicincta là một loài tò vò trong họ Ichneumonidae.